# Eshanosaurus
Eshanosaurus is een geslacht van plantenetende dinosauriërs uit de groep van de Saurischia dat tijdens het vroege Jura leefde in het gebied van het huidige China. De enige benoemde soort is Eshanosaurus deguchiianus.
Het is erg omstreden wat de nauwste verwanten van Eshanosaurus zijn. In 2001 werd de soort benoemd als een lid van de Therizinosauroidea. Het zou in dat geval de oudste bekende coelurosauriër zijn. Andere onderzoekers echter vermoeden dat het enige fossiele fragment dat van de soort bekend is, een onderkaak, aan een van de Sauropodomorpha toebehoort, wat veel beter past bij de ouderdom van de vondst.

## Vondst en naamgeving
In 1971 vond Zhao Xijin bij Dianchung, in het district Eshan in Yunnan, drie kaakfragmenten van een dinosauriër in een vindplaats die al veel fossielen van Sauropodomorpha had opgeleverd, zowel basale als meer afgeleide, uit de Sauropoda. Vermoedelijk benoemde hij de vondst voor het eerst in een ongepubliceerd manuscript als Oshanosaurus youngi. De geslachtsnaam is afgeleid van Oshan, een spellingvariant van Eshan, en de soortaanduiding eert Yang Zhongjian. De naam dook in 1985 op in een faunalijst, zonder voldoende beschrijving, zodat het een ongeldige nomen nudum bleef. Zhao meende op dat moment dat het een sauropode betrof.
In 2001 echter benoemden Zhao, Xu Xing en James Michael Clark de typesoort Eshanosaurus deguchiianus. De geslachtsnaam is afgeleid van Eshan, de soortaanduiding eert de Japanner Hikaru Deguchi die Xu ertoe bracht dinosauriërs te gaan bestuderen toen hij op het punt stond zijn studie geologie af te breken en computerprogrammeur te worden.
Het holotype, IVPP V11579, is gevonden in een laag van de onderste Zhangjiawa-afzetting van de onderste Lufengformatie die vermoedelijk dateert uit het Hettangien, 197 miljoen jaar oud. Het bestaat uit drie fragmenten die door Zhao werden gecombineerd tot het voorste deel van een linkeronderkaak.
Het opmerkelijke aan de publicatie was dat de soort niet meer als een sauropode of basale sauropodomorf beschouwd werd. De beschrijvers stelden dat Eshanosaurus een lid van de Theropoda was, meer in het bijzonder van de Therizinosauroidea. Eshanosaurus zou daarmee zeventig miljoen jaar ouder zijn dan iedere andere bekende therizinosauroïde en zelfs het oudste bekende lid van de hele Coelurosauria, een mogelijkheid die al in 1998 naar aanleiding van dit fossiel door Zhao en Xu was besproken in Nature.

## Beschrijving
Het holotype bestaat uit drie stukken die min of meer direct op elkaar aansluiten en zo de voorkant van een linkeronderkaak vormen met aan de buitenkant het dentarium en aan de binnenkant een deel van het spleniale. Het fossiel is tamelijk zwaar verweerd. De meeste randen zijn niet meer gaaf en van het middelste fragment ontbreekt de hele binnenzijde zodat de tandkassen bloot komen te liggen. Die tandkassen zijn grotendeels leeg maar in de voorkant van de kaak zijn nog enkele tanden aanwezig; sommige als vervangingstand, andere volledig uitgekomen. Het holotype heeft een lengte van een kleine elf centimeter, waaruit een totale lengte van de onderkaak geschat is van zeventien centimeter, hoewel dat erg onzeker is daar zowel de voorrand als de achterrand afgebroken zijn. Het gaat dus om een vrij klein dier van ruwweg drie meter lengte.
In het algemeen lijkt de kaak sterk op die van een basale sauropomorf: hij is langgerekt, draait vooraan naar buiten en onderen toe, is vrij plat en recht en is bezet met een groot aantal bladvormige gekartelde tandjes met ronde wortels en interdentaalplaten die wijzen op een levenswijze als planteneter. Nu wil het geval dat de uit veel latere lagen bekende Therizinosauroidea, theropoden die ook tot planteneters evolueerden, in een proces van convergente evolutie zeer gelijkende onderkaken zouden ontwikkelen. De beschrijvers wezen daarom op een aantal eigenschappen die Eshanosaurus met de Therizinosauroidea zou delen maar die van de basale sauropodomorfen niet bekend zijn en die dus een aanwijzing vormen dat het dier tot de eerste en niet tot de laatste groep behoort. Het eerste kenmerk betreft de relatieve tandgrootte. Bij Therizinosauroidea zijn de voorste tanden verreweg het grootst en de grootte neemt opvallend af richting achterkant van de kaak. Hoewel er slechts enkele tanden bewaard zijn gebleven, meenden de beschrijvers dit patroon ook bij Eshanosaurus waar te nemen omdat de voorste anderhalf keer zo breed zijn als de meer achterwaarts gelegen. Door beschadigingen in de lege tandkassen is het echter lastig vast te stellen of dit ook voor het midden van de kaak opgaat. Een tweede kenmerk is het grote aantal kleine tanden. Basale sauropodomorfen hebben hoogstens dertig tanden in de onderkaak; Eshanosaurus toont er al vierendertig in het bewaard gebleven stuk terwijl de onbeschadigde kaak er naar schatting zevenendertig zou hebben gehad. Dat komt overeen met het aantal bij de therizinosauroïde Beipiaosaurus. Een volgende eigenschap bestaat uit de vrij sterk naar achteren gebogen tanden van Eshanosaurus. Basale sauropodomorfen hebben vrij licht gebogen tanden; sommige therizinosauroïden zoals Beipiaosaurus en Segnosaurus hebben de mate van buiging van Eshanosaurus. De tanden van Eshanosaurus zijn ook wat naar binnen gebogen wat onder de basale sauropodomorfen alleen bij Yunnanosaurus voorkomt maar typisch is voor therizinosauroïden. De insnoering tussen tandkroon en tandhals beslaat ook een deel van de hals; bij basale sauropodomorfen ligt die alleen op het kroongedeelte. De tandwortel is van voor naar achteren gemeten breder dan de tandkroon terwijl dit bij basale sauropodomorfen andersom is. Het laatste kenmerk is dat er zich een brede plateauvormige rand bevindt aan de buitenkant van de tandrij. Zo'n rand duidt op de aanwezigheid van vlezige wangen. Therizinosauroidea hebben een duidelijke rand, de in 2001 bekende basale sauropodomorfen hoogstens een smal richeltje.
De beschrijvers gaven ook twee eigenschappen aan die uniek zouden zijn voor Eshanosaurus: de aanwezigheid van een kleine ronde opening aan de achterkant van het dentarium; de bijzondere fijnheid van de vertandingen of kartelingen van de tanden. De eerste eigenschap is alleen uniek uitgaande van de gedachte dat het een therizinosauroïde betreft: basale sauropodomorfen hebben een ronde ver naar voren gelegen zijopening in de onderkaak. Een bijzondere eigenschap is het bezit van haaks op de tandrand staande vertandingen: die komen bij therizinosauroïden noch basale sauropodomorfen voor maar zijn wel normaal voor de Theropoda en dus een aanwijzing dat Eshanosaurus tot die groep zou behoren en er nog oorspronkelijke kenmerken van toonde. Het laatste kenmerk werd later ook bij Falcarius aangetroffen en verder is erop gewezen dat de kleinheid van de tanden, zoals de beschrijvers in feite zelf al aangaven, ook zo'n symplesiomorfie is want voorkomt bij de Theropoda.

## Fylogenie
De oorspronkelijke Oshanosaurus werd als een lid van de Cetiosauridae beschouwd, een aanduiding voor vrij basale Sauropoda.
In 2001 werd Eshanosaurus door de beschrijvers in de Therizinosauroidea geplaatst, als meest basale bekende soort van die groep. Ze voerden echter geen exacte kladistische analyse uit en zelf kwalificeerden ze de stelling dat het het meest basale lid zou zijn als "speculatief".
Een determinering van Eshanosaurus als een therizinosauroïde past erg slecht in het gangbare beeld van de evolutie van de dinosauriërs. In het vroegste Jura zou men een basale sauropodomorf verwachten maar geen vrij afgeleid lid van de Coelurosauria aangezien dit zou suggereren dat basale vormen uit die groep zich al in het late Trias hadden afgesplitst terwijl daar geen spoor van is aangetroffen. Al in 2001 stelde James Kirkland dat het slechts om een afwijkende sauropodomorf zou gaan, wijzend op een typisch kenmerk van die groep dat de beschrijvers over het hoofd hadden gezien: het bezit van een verticale middenrichel op de binnenzijde van de tanden. In 2009 onderzocht Paul Barrett de zaak opnieuw en bevestigde de determinering als therizinosauroïde gezien de kaakrichel, de grotere voorste tanden, het grote aantal tanden, de insnoering onder een opstaande rand aan de binnenkant, de brede tandwortels en het feit dat de middenrichel alleen bij afgeleide sauropodomorfen voorkomt, niet bij basale. Deze conclusie is daarna echter weer sterk bekritiseerd.
De kritiek richt zich op drie punten. Om te beginnen is het niet altijd duidelijk of de vermeende gedeelde eigenschappen met de Therizinosauroidea wel werkelijk homoloog zijn, dus identieke kenmerken geërfd van een gemeenschappelijke voorouder. De buiging van de tanden bij Eshanosaurus bijvoorbeeld, heeft een geheel andere structuur: de voorrand heeft een knik zodat het bovenste gedeelte een soort bijna horizontaal afgesneden bovenste snijrand gaat vormen. Ook is het plateau aan de buitenzijde van de tandrij veel lager geplaatst. Een tweede punt van kritiek is dat de meest basale zekere therizinosauroïde, Falcarius, juist bepaalde kenmerken mist die Eshanosaurus en meer afgeleide therizinosauroïden delen. Zo heeft Falcarius geen vergrote kartelingen; geen zijrichel; maar zevenentwintig tanden in de onderkaak die naar achteren toe niet sterk kleiner worden en ontbreekt de buiging naar onderen van het voorste gedeelte. Aangezien Falcarius hoogstens een honderddertig miljoen jaar oud is, zou het aanvaarden van Eshanosaurus als een therizinosauroïde dwingen aan te nemen dat er bijna zeventig miljoen jaar lang twee verborgen afstammingslijnen parallel geleefd hebben: een die naar Falcarius leidt en de ander die via Eashanosaurus naar meer afgeleide vormen voert. Een derde probleem is dat de beschrijvers en Barrett vergeten zijn een opsomming te maken van eigenschappen die Eshanosaurus met groepen buiten de Theropoda zou kunnen delen. De middenrichel waarop Kirkland attendeerde, wees al op een gedeeld kenmerk met de Eusauropoda. In 2011 breidde Michael Mortimer dergelijke eigenschappen nog uit met een verticaal verbreed samengroeiingsvlak met de andere onderkaak, grote voorste tanden, de zwelling boven de binnenkant van de insnoering van de tanden en de brede tandwortels. Van de zes kenmerken die Barrett aanvoerde, worden er dus vijf ook met basale eusauropoden gedeeld. Dit is een aanwijzing dat Eshanosaurus nauw aan de afstammingslijn naar die groep verwant was; zou dit toch niet zo zijn — Mortimer wees ook op verschillen zoals de haaks staande vertandingen, een van voor naar achter kort samengroeiingsvlak, de kaakrichel en glad tandemail — dan is het vrijwel even waarschijnlijk dat Eshanosaurus een basale sauropodomorf is die zich convergent aan de Eusauropoda heeft ontwikkeld dan dat het werkelijk een therizinosauroïde zou zijn.
De controverse over de afstamming heeft ertoe geleid dat de mogelijkheid dat de Coelurosauria een heel vroege oorsprong hebben door de meeste onderzoekers niet al te serieus genomen wordt en zo geen rol van betekenis speelt in de theorievorming over de dinosauriërevolutie. Dit komt ook doordat er geen exacte kladistische analyse is uitgevoerd over het geheel van de Saurischia om de positie van Eshanosaurus te bepalen. De discussie beperkt zich zo tot vage kwalitatieve overwegingen.